# Habeas Corpus
Habeas Corpus (englische Aussprache [⁠heɪbiːəs ˈkɔːpəs⁠]; lateinisch in der Bedeutung: „Du sollst/mögest den Körper (zur Verfügung) haben (bzw. halten).“) bezeichnet im Common Law das Recht jedes Verhafteten auf Haftprüfung durch ein Gericht, womit er sich vor willkürlichem Freiheitsentzug schützen kann. Der writ of habeas corpus war im englischen Recht die gerichtliche Anordnung an die Staatsgewalt, einen Verhafteten vor das Gericht zu bringen, damit dieses die Rechtmäßigkeit seiner Verhaftung überprüfen konnte. Als Teil der routinemäßig verwendeten Formulierung dieser Haftprüfungsanweisung wurden die Worte „habeas corpus“ namengebend für den Habeas Corpus Act von 1679. Dieser findet unter anderem in England und Wales sowie in etwas gewandelter Bedeutung in den Vereinigten Staaten Anwendung. Er fordert, dass ein Beschuldigter innerhalb kurzer Zeit einem Richter vorzuführen ist, und verbietet die wiederholte Verhaftung wegen desselben Delikts. Eine Inhaftierung ohne Rechtsgang ist somit ausgeschlossen. Im Recht der Vereinigten Staaten ist er ein Instrument, um die Freilassung einer Person aus rechtswidriger Haft zu erreichen.

## Geschichte
Das Rechtsinstitut stammt aus dem mittelalterlichen Common Law. Habeas Corpus waren im Mittelalter in England die einleitenden Worte von Haftprüfungsanweisungen. Durch den Habeas Corpus Act wurde aus den beiden Worten ein Begriff für das Recht Verhafteter auf unverzügliche Haftprüfung vor Gericht. Lange nach der Magna Carta und kurz vor der Bill of Rights war dieses Gesetz im Jahr 1679 ein historischer Schritt zum Rechtsstaat.
Im mittelalterlichen und frühneuzeitlichen England galt es als Vorrecht des Königs, durch seine Justizbeamten, die in den Shires tätigen Sheriffs, Personen festnehmen zu lassen. Der Verhaftete konnte daraufhin beantragen, vor ein Gericht gebracht zu werden, damit dieses die Rechtmäßigkeit der Verhaftung prüfte. Die vom königlichen Gericht auf diesen Antrag hin an den Sheriff ergehenden Befehle, den Gefangenen zum Gericht zu bringen, begannen je nach Untersuchungsgrund mit den Worten:
- habeas corpus ad subjiciendum – du sollst den Körper bringen, um ihn zum Gegenstand (einer Befragung, einer Anklage) zu machen
- habeas corpus ad testificandum – du sollst den Körper bringen, um ein Zeugnis zu erlangen

Habeas ist die 2. Person Singular Konjunktiv Aktiv von habere (haben, in diesem Fall: bringen), Corpus (Körper) steht im Akkusativ Singular. Mit den Worten „Praecipimus tibi quod corpus X. in prisona nostra sub custodia tua detentum … habeas coram nobis“ („Wir befehlen dir, dass du den Körper des X., der in unserem Gefängnis unter deiner Obhut festgehalten wird, vor uns bringen mögest“) weist das Gericht im Namen des Königs (=„Wir“) einen Vollzugsbeamten an, den Inhaftierten vor das Gericht zu bringen. Diese Anweisung nennt man im Englischen writ of habeas corpus, der Antrag des Inhaftierten oder seines juristischen Vertreters auf Haftprüfung heißt dementsprechend petition for a writ of habeas corpus.
In England missbrauchte Karl I. Haftbefehle, indem er von wohlhabenden Bürgern Zahlungen erpresste mit der Androhung, sie bei Verweigerung der Zahlungen einsperren zu lassen. Trotz der 1628 durch das Parlament gegen diese Praxis erlassenen Petition of Right verfiel der König bald wieder darauf. 1641 musste Karl, der wegen eines Aufstands von Schotten und Iren in Geldnot war, einem neuerlichen Erlass des Parlaments zustimmen, der Verhaftungen nur noch mit angemessener Begründung zuließ. Nach dem englischen Bürgerkrieg (1642–1649), der in der Hinrichtung Karls I. gipfelte, und dem Commonwealth-Regime unter Oliver Cromwell (1649–1660) kam Karl II. an die Macht. Auch dieser König griff bald wieder die Praxis der willkürlichen Festnahmen auf, wobei er Gegner zumeist in Gebiete außerhalb Englands bringen ließ, in denen diese Einschränkungen nicht galten. Am 27. Mai 1679, während einer Schwächeperiode seiner Herrschaft, sah sich Karl II. gezwungen, den von beiden Kammern des englischen Parlaments beschlossenen Habeas Corpus Amendment Act zu unterzeichnen, der eine Verschärfung der bisherigen Regelung bedeutete. Legte der Inhaftierte einen writ of habeas corpus vor, so konnte der König bzw. der Sheriff diesen Antrag nun nicht mehr durch die Ausstellung eines Haftbefehls niederschlagen oder die Haftprüfung verzögern. Der Inhaftierte musste innerhalb von drei Tagen (bzw. bei größerer Entfernung vom Gerichtsort zehn oder zwanzig Tagen) einem Richter vorgeführt werden und durfte unter keinen Umständen außer Landes gebracht werden.
Um dem Habeas Corpus Act größeres Gewicht zu verleihen, wurden Beamte für den Fall der Missachtung mit empfindlichen Geldstrafen bedroht. Das „Gesetz zur besseren Sicherstellung der Freiheit der Untertanen“ (act for the better securing the liberty of the subject, so der offizielle Titel) schützte dadurch die Untertanen vor willkürlicher Verhaftung und ging als eine der zentralen Freiheitsgarantien des Bürgers gegenüber der Staatsgewalt in die moderne Rechtsordnung ein.

## Verfassung der Vereinigten Staaten
In der Verfassung der USA wurde 1789 festgeschrieben, dass das Recht auf richterliche Haftprüfung nur im Falle eines Aufstandes oder einer Invasion vorübergehend ausgesetzt werden kann, wenn die öffentliche Sicherheit dies erfordert. Abraham Lincoln machte während des Sezessionskrieges davon Gebrauch, um Südstaatensoldaten auch ohne den Nachweis konkreter Gewaltakte als Kriegsgefangene festhalten zu können. Im Jahre 2006 wurde unter George W. Bush dieses Recht für als „ungesetzliche Kombattanten“ eingestufte Nicht-US-Bürger durch den Kongress abgeschafft, wobei diese Einstufung im freien Ermessen der Regierungsbehörden lag und kein Einspruch dagegen möglich war. Die Abschaffung sollte den Häftlingen von Guantánamo eine gerichtliche Prüfung ihrer Inhaftierung verweigern, betraf allerdings potentiell sämtliche Ausländer. Nachdem der Versuch einer Wiedereinführung 2007 bereits im Senat gescheitert war, wurde die Regelung am 12. Juni 2008 vom Supreme Court in der Entscheidung Boumediene v. Bush für verfassungswidrig erklärt, so dass auch terrorverdächtigen Ausländern das Recht zusteht, vor zivilen Gerichten die Rechtmäßigkeit ihrer Inhaftierung prüfen zu lassen.
Am 31. Dezember 2011 unterzeichnete Präsident Barack Obama das Nationale Verteidigungsbevollmächtigungsgesetz für das Fiskaljahr 2012 (NDAA) „mit ernsthaften Bedenken“. Es erlaubt die Festnahme von Personen unter Terrorverdacht durch das Militär und eine Haft unbegrenzter Dauer in Militärgefängnissen ohne Gerichtsverfahren, Rechtsbeistand oder Berufungsmöglichkeit. Eine Verbringung ins Ausland oder die Übergabe an ausländische Rechtsträger ist möglich. Festnahmen auf dem Boden der USA sowie von US-amerikanischen Bürgern sollen durch nicht-militärische Kräfte erfolgen. Neben zahlreichen nationalen und internationalen Medien kritisieren unter anderem die Amerikanische Bürgerrechtsunion sowie die US-amerikanische Sektion von Amnesty International das Gesetz scharf.

## Situation in deutschsprachigen Ländern und im europäischen Recht
In Deutschland werden die „Habeas-Corpus-Garantien“ von Art. 104 des Grundgesetzes gesichert, in dem es heißt: „Über die Zulässigkeit und Fortdauer einer Freiheitsentziehung hat nur der Richter zu entscheiden. Bei jeder nicht auf richterlicher Anordnung beruhenden Freiheitsentziehung ist unverzüglich eine richterliche Entscheidung herbeizuführen. Die Polizei darf aus eigener Machtvollkommenheit niemanden länger als bis zum Ende des Tages nach dem Ergreifen in eigenem Gewahrsam halten.“ Die „Habeas-Corpus-Rechte“ waren schon in die Weimarer Verfassung aufgenommen worden.
In der Schweiz legt Art. 31 der Bundesverfassung fest, dass jede Person, die in Untersuchungshaft genommen wird, unverzüglich einem Richter vorgeführt werden muss. Art. 224 der Strafprozessordnung konkretisiert die Frist, sie beträgt 48 Stunden.
In Österreich unterliegt eine Untersuchungshaft, die 14 Tage übersteigt, dem Richtervorbehalt.
Die Europäische Menschenrechtskonvention stuft das Recht auf Schutz vor willkürlicher Inhaftierung in Art. 5 als Menschenrecht ein. Insbesondere ist die Praxis des Verschwindenlassens von Personen (engl. Forced Disappearance) im Rom-Statut völkerrechtlich als Verbrechen gegen die Menschlichkeit definiert. Es bildet damit eine Rechtsnorm für die Rechtsprechung des Internationalen Strafgerichtshofs in Den Haag.